# Piezocera advena
Piezocera advena är en skalbaggsart som beskrevs av Martins 1976. Piezocera advena ingår i släktet Piezocera och familjen långhorningar.
Artens utbredningsområde är Venezuela. Inga underarter finns listade i Catalogue of Life.